# Colossendeis longirostris
Colossendeis longirostris is een zeespin uit de familie Colossendeidae. De soort behoort tot het geslacht Colossendeis. Colossendeis longirostris werd in 1938 voor het eerst wetenschappelijk beschreven door Gordon. 